# Socialistiska Läkare
Socialistiska Läkare är en ideell, partipolitiskt och religiöst obunden förening i Sverige som verkar för offentlig och behovsstyrd vård utan privata vinstintressen, arbetsplatsdemokrati och folkhälsa. Föreningen är öppen för läkare och läkarstudenter och har sin huvudsakliga verksamhet i svenska universitetsstäder med egen läkarutbildning.

## Historia
Föreningen grundades 1932 på initiativ av sedermera socialläkaren Gunnar Inghe.  Målet var en socialisering av hälso- och sjukvården. Föreningens tidiga medlemmar var aktiva i  sexualpolitiska frågor och deltog bland annat i bildandet av RFSU . Föreningen upplöstes 1981 , men återuppstod igen 2010.